# Organisation communiste libertaire
Pour l’article homonyme, voir Organisation communiste libertaire (1971-1976).
L'Organisation communiste libertaire (OCL) est née en 1976 d'un changement d'appellation de l'Organisation révolutionnaire anarchiste (ORA) à son congrès d'Orléans.
Elle ne doit pas être confondue avec la précédente Organisation communiste libertaire, dite « première manière », qui a existé de 1971 à 1976.
À ses débuts, le groupe parisien de l'OCL participe au mouvement autonome, avant de rompre avec celui-ci au début des années 1980.
Depuis novembre 1980, l'OCL publie le mensuel Courant alternatif qui a pris la Suite de Front Libertaire des luttes des classes .

## Bases politiques
L'Organisation communiste libertaire se définit comme mouvementiste, c'est-à-dire qu'elle privilégie les luttes autonomes, en se défiant de leur intégration institutionnelle, associative ou syndicale. L'OCL se distingue ainsi d'Alternative libertaire dont elle critique les positions syndicalistes, et le « désir de reconnaissance par la gauche de la gauche ».
L'OCL favorise l'autonomie de la base agissant dans les mouvements, qu'ils soient de type social classique — sur le terrain du travail salarié — ou bien plus politiques.
Ses positions politiques et stratégique sont résumées dans un Qui sommes nous, périodiquement ré-édité avec un développement des points essentiels qui fondent sa spécificité dans le paysage politique anarchiste
Elle participait avec l'OLS (ce collectif n'existe plus aujourd'hui) à l'organisation de rencontres libertaires chaque été en Ariège. Ces Rencontres libertaires se perpétuent depuis 2016 dans le Quercy.
L'Organisation publie un journal mensuel nommé Courant alternatif. Son adresse nationale est à Reims.

## Courant alternatif
Édité depuis novembre 1980, Courant alternatif est le mensuel publié par l'OCL, devenu "mensuel anarchiste-communiste" depuis 2010 .

Il apparaît après la disparition du bi-hebdomadaire Front libertaire, en 1979. À partir de 1980, l'OCL met en place son nouveau journal, sur la base d'un organe décentralisé, pour éviter son appropriation par un comité de rédaction institué et représentatif des activités et investissements de l’OCL.
En juillet 1990, Courant alternatif commence une nouvelle série diffusée en kiosque par le réseau des NMPP, avec un tirage de départ de 10 000 exemplaires. Il est ensuite tiré à 2 000 exemplaires, dont 1 200 sont diffusés par les NMPP, les 800 restants correspondant aux abonnements et aux ventes directes. À la suite des refontes des NMPP, C.A ne peut pas perdurer sa présence en kiosques. Il est donc disponible uniquement par abonnement, en ventes directes ou sur le site de l'OCL.
Chaque numéro est préparé dans une ville différente du précédent. Par exemple, de février à avril 2006, les no 156, 157 et 158 ont été respectivement réalisés à Nantes, au Pays basque et à Caen. Une « Commission-Journal » mensuelle s'organise, à laquelle tout sympathisant peut participer au même titre qu'un militant OCL.
La tâche de la « Commission-Journal » (CJ) est de critiquer le numéro précédent, de proposer des articles et de discuter les articles proposés. Le groupe organisateur de cette CJ a dans le mois qui suit la responsabilité de la parution du journal (collecte et relecture des articles, choix des illustrations, agencement des rubriques, rédaction de l'éditorial, transmission du tout à la maquette, sélection des articles qui seront publiés en ligne sur le site de l'OCL).
Courant Alternatif comprend également des hors série qui sont des dossier thématique sur une question spécifique.